# マルテンス島
マルテンス島（マルテンスとう、ノルウェー語: Martensøya, 英語: Martens Island）は、ノルウェー・スヴァールバル諸島の一部である七島群島にある無人島である。七島群島最東端の島であり、島の名前はドイツの医者フリデリック・マルテンスの名前からつけられた。